# Landeshauptmann del Burgenland
Il Landeshauptmann del Burgenland (in tedesco: Landeshauptmann von Burgenland), al femminile Landeshauptfrau del Burgenland (in tedesco: Landeshauptfrau von Burgenland) è il presidente del governo regionale del Burgenland.

## Elenco
| Immagine | Landeshauptmann (nascita-morte) | Partito                             | Mandato          |
| -------- | ------------------------------- | ----------------------------------- | ---------------- |
|          | Ludwig Leser (1890-1946)        | Partito Socialdemocratico d'Austria | 1945 - 1946      |
|          | Lorenz Karall (1894-1965)       | Partito Popolare Austriaco          | 1946 - 1956      |
|          | Johann Wagner (1897-1979)       | Partito Popolare Austriaco          | 1956 - 1961      |
|          | Josef Lentsch (1909-1988)       | Partito Popolare Austriaco          | 1961 - 1964      |
|          | Hans Bögl (1899-1974)           | Partito Socialdemocratico d'Austria | 1964 - 1966      |
|          | Theodor Kery (1918-2010)        | Partito Socialdemocratico d'Austria | 1966 - 1987      |
|          | Johann Sipötz (1941)            | Partito Socialdemocratico d'Austria | 1987 - 1991      |
|          | Karl Stix (1939-2003)           | Partito Socialdemocratico d'Austria | 1991 - 2000      |
|          | Hans Niessl (1951)              | Partito Socialdemocratico d'Austria | 2000 - 2019      |
|          | Hans Peter Doskozil (1970)      | Partito Socialdemocratico d'Austria | 2019 - in carica |